# Дина
Дина (символ dyn) е единица за сила от системата CGS. Дефинира се като силата, която придава на маса 1 грам ускорение 1 сантиметър на секунда. Връзката ѝ с единицата за маса от SI нютон е:
{\displaystyle 1dyn=1g.cm.s^{-2}=10^{-3}kg.10^{-2}m.s^{-2}=10^{-5}kg.m.s^{-2}=10^{-5}N=10\mu N}
{\displaystyle 1Kdyn=10^{-2}N=0.01N=1cN}
{\displaystyle 1Mdyn=10N}
{\displaystyle 1N=10^{5}dyn=100Kdyn}
Дина на сантиметър е единица, свързвана обикновено с измерването на повърхностно напрежение. Така например повърхностното напрежение на дестилирана вода е 72 dyn.cm-1 при температура 25°C. Напоследък обаче и тези данни се предоставят в N.cm-1.
|  | Тази страница частично или изцяло представлява превод на страницата Dyne в Уикипедия на английски. Оригиналният текст, както и този превод, са защитени от Лиценза „Криейтив Комънс – Признание – Споделяне на споделеното“, а за съдържание, създадено преди юни 2009 година – от Лиценза за свободна документация на ГНУ. Прегледайте историята на редакциите на оригиналната страница, както и на преводната страница, за да видите списъка на съавторите. ВАЖНО: Този шаблон се отнася единствено до авторските права върху съдържанието на статията. Добавянето му не отменя изискването да се посочват конкретни източници на твърденията, които да бъдат благонадеждни. |